# Matthew Jasper
Matthew Jasper est un patineur de vitesse sur piste courte britannique.

## Biographie
Il représente le Royaume-Uni aux Jeux olympiques d'hiver de 1992 et de 1998.